# نادية عبد العزيز السقاف
نادية عبد العزيز السقاف (من مواليد 8 مارس 1977) وزيرة وسياسية سابقة، وصحفية وكاتبة يمنية. كانت رئيسة تحرير صحيفة يمن تايمز من 2005 حتى 2014، قبل أن تصبح أول وزيرة للإعلام في اليمن. قبل توليها وزارة الإعلام كانت المرأة الوحيدة في هيئة رئاسة مؤتمر الحوار الوطني بعد إن شاركت في اللجان السياسية التحضيرية اثناء المرحلة الانتقالية.
هربت من اليمن في عام 2015 بعد الاستيلاء الحوثي على السلطة وهي حاليًا باحثة مستقلة في السياسة والإعلام والتنمية ودراسات النوع الاجتماعي في المملكة المتحدة. في عام 2011، قدمت نادية السقاف محاضرة تيد شهيرة بعنوان «شاهد اليمن من خلال عيني»، والتي حصدت أكثر من 3 ملايين مشاهدة.

## النشأة والتعليم
ولدت نادية السقاف في مارس 1977 لعزيزة وعبد العزيز السقاف. كان والدها محاضرًا في الاقتصاد بجامعة صنعاء، وهو مؤسس المنظمة العربية لحقوق الإنسان وكذلك مؤسس صحيفة يمن تايمز في عام 1990. لديها شقيقان وأخت واحدة.
حصلت نادية السقاف على بكالوريوس هندسة في علوم الكمبيوتر من معهد بيرلا للتكنولوجيا في الهند، وماجستير في إدارة نظم المعلومات من جامعة ستيرلنغ في المملكة المتحدة، ودكتوراه في العلوم السياسية من جامعة ريدينغ. وكانت عضوة طالبة في منظمة العفو الدولية.

## مسيرتها
عملت نادية السقاف كمحللة نظم في مركز الخبراء العرب للاستشارات والأنظمة. انضمت إلى صحيفة يمن تايمز في يوليو 2000 كمترجمة ومراسلة. وتعد تلك الصحيفة هي أول صحيفة مستقلة باللغة الإنجليزية في البلاد، وقد أسسها والدها في عام 1991. وتوفيوالدها عام 1999 بعد أن صدمته سيارة، ولكن تعتقد نادية وشقيقها أنه اغتيل بسبب معارضته لنظام الرئيس علي عبد الله صالح. أصبحت مساعد محرر في سبتمبر 2000.
عملت نادية السقاف في برنامج أوكسفام الإنساني عام 2003. في مارس 2005، أصبحت رئيسة تحرير صحيفة يمن تايمز . في عام 2011، أثناء الربيع العربي في اليمن، شاركت السقاف وطاقمها في احتجاجات تطالب بتنحي صالح ولعبت دورًا مهمًا في تعريف العالم بالثورة اليمنية.
ونادية هي عضو في نقابة الصحفيين اليمنيين ونقابة الصحفيين الدوليين. وهي مدافعة عن حقوق المرأة، عملت على تجنيد صحفيات إناث لتحقيق التوازن بين الجنسين لموظفي الصحيفة وعملت كذلك على نشر مقالات عن أضرار ختان الإناث.
في عام 2012، أطلقت راديو يمن تايمز، وهي محطة إذاعية على موجة FM، كانت أول منصة عامة مجانية من هذا النوع في اليمن، وتبث عشر ساعات في اليوم كبديل لوسائل الإعلام التي تحتكرها الدولة. في عام 2014 أطلقت راديو لانا، أول إذاعة مجتمعية في جنوب اليمن.
عُيّنت نادية السقاف وزيرة للإعلام في عهد رئيس الوزراء خالد بحاح عام 2014. في 20 يناير 2015، عندما اقتحم مقاتلو الحوثي العاصمة وسيطروا على جميع وسائل الإعلام، انتقلت نادية إلى تويتر للإبلاغ عن الانقلاب. قالت لاحقًا: «شعرت أنني مراسلة أكثر من وزيرة الإعلام. لم أكن خائفة في ذلك الوقت لكنني شعرت بالخوف بعد ذلك عندما أدركت الآثار المترتبة على ذلك الأمر. كان اسمي في كل مكان. صار لدي أكثر من 20000 متابع على تويتر في يوم واحد.» في مايو 2015، كانت نادية السقاف تعيش في المنفى بالرياض كعضو في الحكومة اليمنية المعترف بها دوليًا والتي تسعى لإعادة الرئيس عبد ربه منصور هادي إلى السلطة. وعينت رئيسة ل«اللجنة العليا للإغاثة». ولكن مهامها كوزيرة للإعلام ورئيسة اللجنة العليا للإغاثة أسندت إلى وزير حقوق الإنسان عز الدين الأصبحي.
نادية السقاف هي مديرة منتدى اليمن 21، وهي منظمة غير حكومية تنموية مقرها صنعاء.
في عام 2020، شاركت في تأسيس حركة المصالحة الوطنية، وهي مبادرة يمنية من أجل السلام، وفي عام 2021 شاركت في تأسيس "Connecting Yemen"، وهي منظمة تدافع عن تحقيق المساواة وتسهيل الوصول إلى الإنترنت لليمنيين. وتشغل نادية منصب نائب رئيس اللجنة الوطنية المسؤولة عن مراقبة تنفيذ نتائج مؤتمر الحوار الوطني.
للسقاف مؤلفات في مجالات السياسة والإعلام والتنمية. كما أصدرت مجموعة كتب عن تجارب المرأة اليمنية كمرشحة انتخابية باللغتين العربية والإنجليزية. في عام 2011، قدمت نادية السقاف محاضرة تيد شهيرة بعنوان «شاهد اليمن من خلال عيني»، والتي حصدت أكثر من 3 ملايين مشاهدة.

## الجوائز والتكريمات
كانت نادية السقاف أول من حصل على جائزة جبران تويني في عام 2006، من الجمعية العالمية للصحف وناشري الأخبار وجريدة النهار في بيروت. وحصلت على جائزة رواد الإعلام الحر من المعهد الدولي للصحافة في فيينا نيابة عن صحيفة يمن تايمز في نفس العام. في عام 2013، حصلت على جائزة أوسلو من أجل السلام، وهي جائزة يختارها الفائزون بجوائز نوبل في الاقتصاد والسلام وتُمنح للقادة في القطاع الخاص الذين «أظهروا تغييرًا إيجابيًا من خلال الممارسات التجارية الأخلاقية». اعترفت بي بي سي بها كواحدة من «100 امرأة غيرن العالم» في عام 2013. كما تم اختيارها من قبل المنتدى الاقتصادي العالمي كواحدة من القادة الشباب العالميين المتميزين لعام 2015.

## المنشورات
- Al-Sakkaf، Nadia (أكتوبر 2012). "Yemen's Women and the Quest for Change: Political Participation after the Arab Revolution" (PDF). Friedrich Ebert Stiftung. مؤرشف من الأصل (PDF) في 2020-12-03.[34]
- ساهمت بفصل في كتاب «اليمن والبحث عن الاستقرار: السلطة والسياسة والمجتمع بعد الربيع العربي»، لماري كريستين هاينز، 2018.[35]
- شرح عدم إحراز تقدم في مجال تمكين المرأة اليمنية. هل القيادات النسائية هي المشكلة؟، 2020.[36]
- تسييس ثورة شباب اليمن، واشنطن العاصمة، 2011.[37]
- الطموح والفرصة والتظاهر: سياسات الجندر في اليمن، جامعة ريدنج، 2019.[38]
- ساهمت بفصل في كتاب «ما وراء الإسلاميين والمستبدين: آفاق الإصلاح السياسي بعد الربيع العربي»، 2017.[39]
- سياسة تمكين المرأة في اليمن، 2020.[40]

## الحياة الشخصية
نادية متزوجة من أردني ولديهما طفلان.